# Hora de Ação
Hora de Ação foi um programa de televisão jornalístico brasileiro exibido pela RedeTV! e apresentado por Jorge Lordello de 15 de maio de 2023 a 26 de julho de 2024.

## Historia

### Antecedentes
Desde 2016, a RedeTV! passou a destinar o horário das 18h para a exibição de telejornais policiarescos, disputando a concorrência com o Cidade Alerta, da Record e o Brasil Urgente, da Rede Bandeirantes. Para isso, a emissora contratou Luciano Faccioli para apresentar o Olha a Hora!. No entanto, o telejornal ficou no ar por apenas três meses, sendo cancelado devido a baixa a audiência, e o apresentador acabou demitido. No mesmo ano estreou o Sem Rodeios, revista eletrônica que abordava temas modernos e abria espaço para notícias e prestação de serviço, que ficou no ar por após dois meses, sendo cancelado também pelos baixos índices de audiência, fazendo com que a RedeTV! vendesse o horário para um telegame terceirizado e desistisse de um projeto futuro. Nos anos seguintes, a faixa horária foi ocupada por uma segunda edição do A Tarde é Sua, pelo Você na TV e novos programas terceirizados.
Em 18 de dezembro de 2019, a RedeTV! anuncia a contratação de Sikêra Júnior para a produção de um programa policial em parceria com a TV A Crítica. Em 28 de janeiro de 2020 estreia o Alerta Nacional, que em seu primeiro ano chegou a alcançar picos de 4 pontos no IBOPE, mas que nos anos seguintes começou a sofrer com a queda de audiência e faturamento, devido ao desgaste causado pela extensa lista de polêmicas envolvendo Sikêra, que causaram processos judiciais e perda de patrocinadores. Em 7 de abril de 2023, a emissora demitiu o apresentador e rompeu a parceria com a TV A Crítica, tirando do ar o Alerta Nacional dez dias depois. De forma provisória, o horário foi ocupado pelo humorístico A Hora do Zap. Posteriormente, a emissora anunciou um novo programa jornalístico policial com a apresentação de Jorge Lordello. Inicialmente, a ideia era colocar na faixa uma edição diária do Operação de Risco, programa semanal apresentado por Lordello na emissora desde 2010, o que acabou descartado.

### Estreia, exibição e cancelamento
O Hora de Ação estreou em 15 de maio de 2023 às 18h, antecedendo o RedeTV! News. Em 4 de setembro do mesmo ano, o programa passou a começar às 18h45, devido a estreia da Sessão Dorama, espaço dedicado a exibição de doramas sul-coreanos. Com o cancelamento da faixa devido a baixa audiência, o programa voltou ao horário das 18h no início de 2024, recuperando sua duração original.Teve sua última exibição em 16 de junho de 2024, devido as baixas audiências registradas, sendo descontinuado após a emissora vender o horário para a MarjoSports, que passou a exibir o Marjo Prêmios.